# Зографски листићи
Зографски листићи су два сачувана пергаментна листа са старословенским ћириличним текстом, из 11. века. 
Садржај листића представља извод из превода монашких правила светог Василија Великог.
Пронашао их је П. А. Лавров 1906. године у светогорском манастиру Зограф, где се и данас чувају. Према речима проналазача, радило се о слабо очуваним и избледелим листовима папира који су пронађени у једном од ормара манастирске библиотеке, али нису уврштени у њене каталоге.